# パトリック・ベルグ
- パトリック・バリ
- パトリック・バリグ
- パトリック・ベリ

パトリック・ベルグ（Patrick Berg, 1997年11月24日 - ）は、ノルウェー・ヌールラン県ボードー出身のプロサッカー選手。ノルウェー代表。FKボードー/グリムト所属。ポジションはミッドフィールダー。
日本のマスメディアでは、姓の「Berg」をローマ字読みした「ベルグ」という誤表記が散見される。

## 経歴

### クラブ
地元ボードーのボードー/グリムトの下部組織出身で、2014年にトップチームに昇格。7月12日、リーグ第15節のオッド・グレンランド戦でトップチームデビュー。
2016シーズン以降は主力として活躍。2020年シーズンはチームのキャプテンを務め、リーグ戦28試合に出場し4ゴールを記録。クラブ史上初のエリテセリエン優勝に貢献した。2021シーズンにUEFAヨーロッパカンファレンスリーグに出場し、10月21日、グループステージのローマ戦でゴールを挙げ、6-1での大勝に貢献。クラブはこのシーズンもエリテセリエンを制し、2連覇を達成した。
2022年1月1日、フランスのRCランスに4年半契約で移籍。移籍金は450万ユーロと報じられた。退団したシェック・ドゥクレの後任と期待されての加入であったが、守備的MFとして信頼を勝ち取ることができず、チーム内での序列が低いまま出場機会も増えなかった。
8月29日、5年契約で古巣のボードー/グリムトに移籍。
慣れ親しんだノルウェーの地では、再びキャプテンとしてチームを牽引。2024シーズンにはキャリアハイとなる9ゴールを挙げ、前シーズンからのエリテセリエン2連覇に貢献。準決勝まで進出したUEFAヨーロッパリーグでは、チームメイトのフレドリク・アンドレ・ビェルカンとともにシーズンベストイレヴンに選出された。

### 代表
2013年からノルウェーの世代別代表に選出され、UEFA U-17欧州選手権予選、UEFA U-19欧州選手権予選などに出場した。
2020年にA代表に初招集されたが、COVID-19の検査で陽性反応が示されたため試合に出場することができず、2021年3月24日、FIFAワールドカップ予選のジブラルタル戦でA代表初キャップ。

## 人物
- バリ一家はサッカー一家として知られ、祖父、叔父、父もノルウェー代表プレイした[6][15]。
- 2021年12月にRCランスへの移籍が決まった際には、スコットランドのセルティックもバリの獲得を検討していたと報じられた[16]。

## 個人成績

### クラブ
| 国内大会個人成績 | 国内大会個人成績  | 国内大会個人成績 | 国内大会個人成績 | 国内大会個人成績 | 国内大会個人成績 | 国内大会個人成績 | 国内大会個人成績 | 国内大会個人成績 | 国内大会個人成績 | 国内大会個人成績 | 国内大会個人成績 |
| 年度             | クラブ            | 背番号           | リーグ           | リーグ戦         | リーグ戦         | リーグ杯         | リーグ杯         | オープン杯       | オープン杯       | 期間通算         | 期間通算         |
| 年度             | クラブ            | 背番号           | リーグ           | 出場             | 得点             | 出場             | 得点             | 出場             | 得点             | 出場             | 得点             |
| ノルウェー       | ノルウェー        | ノルウェー       | ノルウェー       | リーグ戦         | リーグ戦         | リーグ杯         | リーグ杯         | ノルウェー杯     | ノルウェー杯     | 期間通算         | 期間通算         |
| ---------------- | ----------------- | ---------------- | ---------------- | ---------------- | ---------------- | ---------------- | ---------------- | ---------------- | ---------------- | ---------------- | ---------------- |
| 2014             | ボードー/グリムト | 27               | エリテセリエン   | 1                | 0                | -                | -                | 1                | 0                | 2                | 0                |
| 2015             | ボードー/グリムト | 27               | エリテセリエン   | 4                | 0                | -                | -                | 1                | 0                | 5                | 0                |
| 2016             | ボードー/グリムト | 27               | エリテセリエン   | 17               | 1                | -                | -                | 4                | 1                | 21               | 2                |
| 2017             | ボードー/グリムト | 27               | アデコリーガエン | 17               | 0                | -                | -                | 2                | 0                | 19               | 0                |
| 2018             | ボードー/グリムト | 27               | エリテセリエン   | 19               | 0                | -                | -                | 5                | 2                | 24               | 2                |
| 2019             | ボードー/グリムト | 7                | エリテセリエン   | 24               | 0                | -                | -                | 1                | 0                | 25               | 0                |
| 2020             | ボードー/グリムト | 7                | エリテセリエン   | 28               | 4                | -                | -                | -                | -                | 28               | 4                |
| 2021             | ボードー/グリムト | 7                | エリテセリエン   | 26               | 3                | -                | -                | 2                | 1                | 28               | 4                |
| フランス         | フランス          | フランス         | フランス         | リーグ戦         | リーグ戦         | F・リーグ杯      | F・リーグ杯      | フランス杯       | フランス杯       | 期間通算         | 期間通算         |
| 2021-22          | ランス            | 6                | リーグ・アン     | 14               | 0                | -                | -                | 2                | 0                | 16               | 0                |
| 2022-23          | ランス            | 6                | リーグ・アン     | 3                | 0                | -                | -                | 0                | 0                | 3                | 0                |
| ノルウェー       | ノルウェー        | ノルウェー       | ノルウェー       | リーグ戦         | リーグ戦         | リーグ杯         | リーグ杯         | ノルウェー杯     | ノルウェー杯     | 期間通算         | 期間通算         |
| 2022             | ボードー/グリムト | 77               | エリテセリエン   | 10               | 1                | -                | -                | 0                | 0                | 10               | 1                |
| 2023             | ボードー/グリムト | 77               | エリテセリエン   | 30               | 3                | -                | -                | 9                | 2                | 39               | 5                |
| 2024             | ボードー/グリムト | 7                | エリテセリエン   | 29               | 9                | -                | -                | 2                | 0                | 31               | 9                |
| 2025             | ボードー/グリムト | 7                | エリテセリエン   |                  |                  | -                | -                |                  |                  |                  |                  |
| 通算             | ノルウェー        | ノルウェー       | エリテセリエン   | 188              | 23               | -                | -                | 25               | 6                | 213              | 29               |
| 通算             | ノルウェー        | ノルウェー       | アデコリーガエン | 17               | 0                | -                | -                | 2                | 0                | 19               | 0                |
| 通算             | フランス          | フランス         | リーグ・アン     | 17               | 0                | -                | -                | 2                | 0                | 19               | 0                |
| 総通算           | 総通算            | 総通算           | 総通算           | 222              | 23               | 0                | 0                | 29               | 6                | 251              | 29               |

### 代表
| ノルウェー代表 | 国際Aマッチ | 国際Aマッチ |
| 年             | 出場        | 得点        |
| -------------- | ----------- | ----------- |
| 2021           | 9           | 0           |
| 2022           | 5           | 0           |
| 2023           | 8           | 1           |
| 2024           | 8           | 0           |
| 2025           | 4           | 0           |
| 通算           | 34          | 0           |

## タイトル

### クラブ
ボードー/グリムト
- エリテセリエン（2020, 2021, 2023, 2024）[2][5][11]

### 個人
- エリテセリエン シーズン最優秀選手（2021）
- UEFAヨーロッパリーグ シーズンベストイレヴン（2024-25）[12]